# Kleine Ljachow-Insel
Die Kleine Ljachow-Insel (russisch Малый Ляховский Maly Ljachowski, jakutisch Ляхов кыра арыыта Ljachow kyra aryyta) ist mit 1.325 km² die zweitgrößte der Ljachow-Inseln. Geographisch gehört sie zu den Neusibirischen Inseln.
Sie liegt nördlich der Großen Ljachow-Insel. Nördlich trennt sie die Sannikowstraße von den Anjou-Inseln.
Benannt ist sie nach dem russischen Händler Iwan Ljachow, der von 1770 bis 1775 den Archipel auf der Suche nach Mammutknochen und Elfenbein erkundete.
Am 29. Mai 2013 wurde der Fund eines sehr gut erhaltenen Mammut-Kadavers mit Muskelgewebe und flüssigem Blut bekannt gegeben. Die Überreste des Tieres befanden sich im Permafrostboden der Kleinen Ljachow-Insel.